# Wilhelmsdorf (Usingen)
Wilhelmsdorf is een plaats in de Duitse gemeente Usingen, deelstaat Hessen, en telt 249 inwoners.

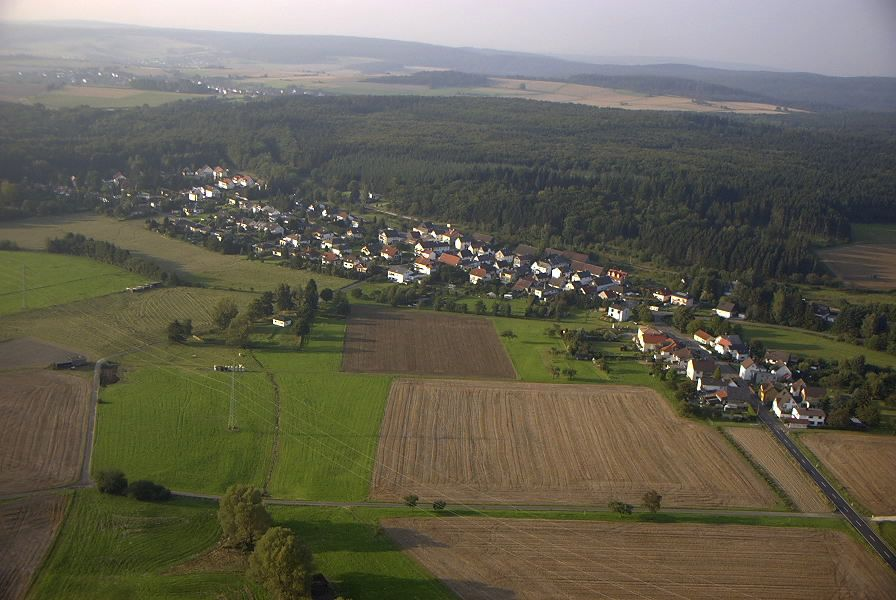
Wilhelmsdorf
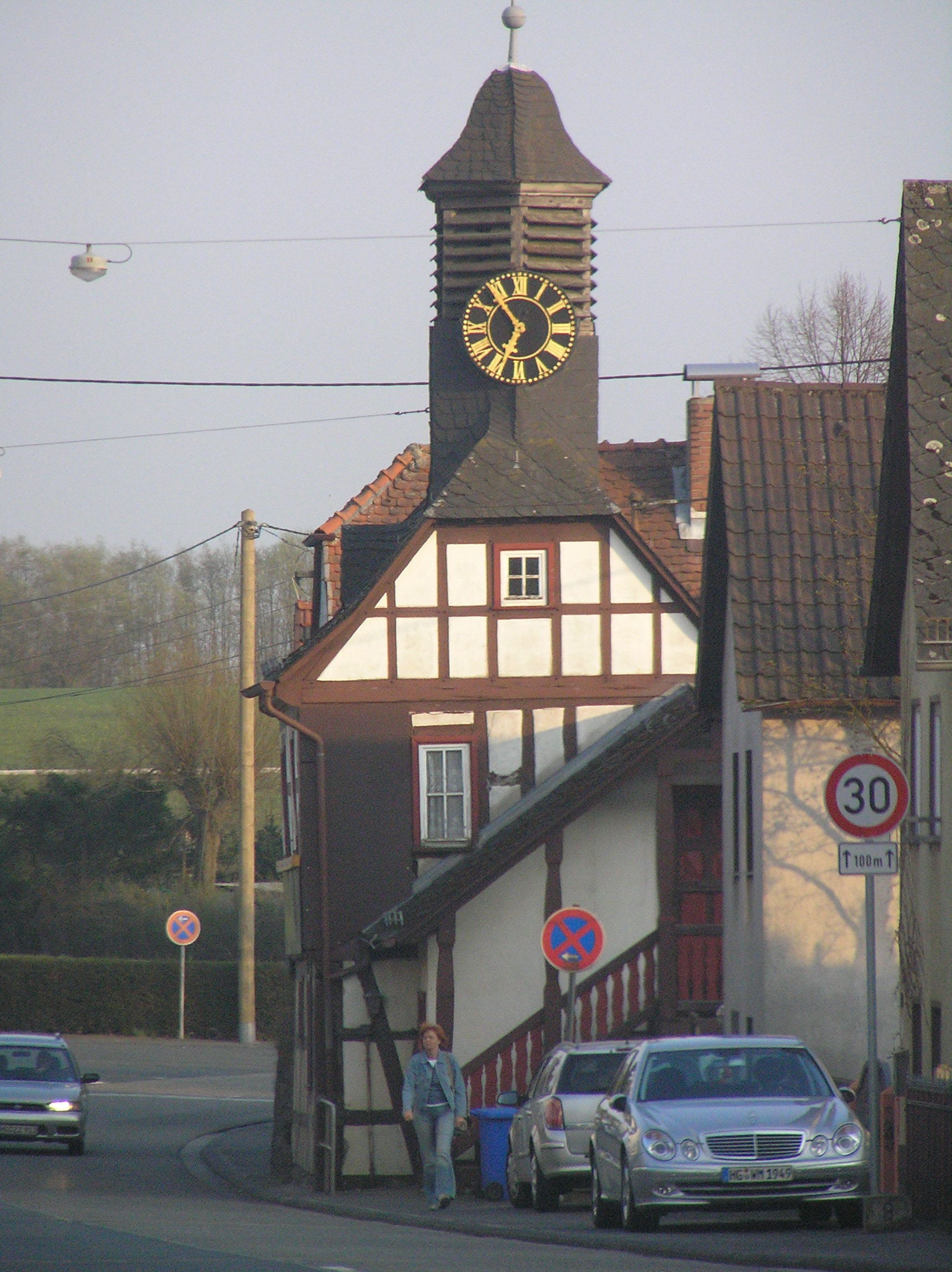
Voormalig raadhuis van Wilhemsdorf